# Siarhiej Tokć
Siarhiej Michajławicz Tokć (biał. Сяргей Міхайлавіч Токць, ros. Сергей Михайлович Токть, Siergiej Michajłowicz Tokt´; ur. 12 kwietnia 1968 w Bersztach) – białoruski historyk, kandydat nauk historycznych (odpowiednik polskiego stopnia doktora).

## Życiorys
Urodził się 12 kwietnia 1968 roku we wsi Berszty, w rejonie szczuczyńskim obwodu grodzieńskiego Białoruskiej SRR, ZSRR. W 1992 roku ukończył Grodzieński Uniwersytet Państwowy im. Janki Kupały (GUP). W 1997 roku uzyskał stopień kandydata nauk historycznych (odpowiednik polskiego stopnia doktora). Od 1995 roku pracował na GUP. Od 1999 roku działał w laboratorium naukowo-badawczym problemów kultury regionalnej.
W swojej pracy naukowej zajmuje się badaniem zagadnień mikrohistorii.

## Prace
- Biełaruskaja wioska na miaży epoch. Grodno: 2002. (biał.). Brak numerów stron w książce;
- Baraćba za biełaruskuju dziarżaunasć na abszarach Haradzienskaj (Biersztauskaj) puszczy u 1920-ch hh. „Białoruskie Zeszyty Historyczne”. 15, 2001. (biał.).brak numeru strony;
- Nacyjatworczyja pracesy na Haradzienszczynie XIX – paczatku XX st. W: Histaryczny Almanach. T. 6. Grodno: 2002. (biał.). Brak numerów stron w książce.

## Odznaczenia
- Nagroda im. Lwa Sapiehy (Polska, 2 kwietnia 2008)[2]